# Рунгі
Ру́нгі (рос. Рунги, чув. Рункă) — присілок у складі Вурнарського району Чувашії, Росія. Входить до складу Хірпосинського сільського поселення.
Населення — 199 осіб (2010; 282 у 2002).
Національний склад:
- чуваші — 99 %